# Aselgeia ramulifera
Aselgeia ramulifera är en insektsart som beskrevs av Walker 1851. Aselgeia ramulifera ingår i släktet Aselgeia och familjen Dictyopharidae. Inga underarter finns listade i Catalogue of Life.